# Том Хейген
Томас «Том» Хейген (англ. Thomas «Tom» Hagen) — вымышленный персонаж романа писателя Марио Пьюзо «Крёстный отец» 1969 года и экранизаций режиссёра Фрэнсиса Форда Копполы «Крёстный отец» 1972 года и «Крёстный отец 2» 1974 года, где его роль исполнил актёр Роберт Дюваль.
Том — приёмный сын мафиозного дона Вито Корлеоне и его жены Кармелы, а также названный брат Сонни, Фредо, Майкла и Конни Корлеоне. Когда Том был ребёнком, его лучший друг Сонни привёл мальчика в отчий дом, после чего Вито усыновил Хейгена. Получив юридическое образование, Том впоследствии стал консильери, советником дона Корлеоне.
Роберт Дюваль получил положительную оценку кинокритиков за роль Тома Хейгена и был удостоен номинации на премии «Оскар» и «BAFTA».

## Кастинг и исполнение
С момента начала производства Фрэнсис Форд Коппола хотел, чтобы роль Тома Хейгена исполнил Роберт Дюваль. После экранных проб нескольких других актёров желание Копполы в конечном итоге исполнилось, и Дюваль получил роль.
Согласно комментариям Копполы к DVD-изданию трилогии «Крёстный отец», первоначально Том Хейген должен был появиться в сюжете картины «Крестный отец 3», однако Дюваль отказался повторить свою роль из-за разногласий со студией относительно гонорара, потребовав за работу ту же сумму, что получит Аль Пачино. В 2004 году, в шоу «60 минут» канала CBS Дюваль прокомментировал свой отказ следующим образом: «Если бы они заплатили Пачино вдвое больше, чем мне, это было бы нормально, однако он получил в три или четыре раза больше, чем должен был получить я». Когда Дюваль отказался от участия в проекте, Коппола переписал сценарий, упомянув, что Том Хейген умер до начала фильма, и создал персонажа Би Джей Харрисона в исполнении Джорджа Хэмилтона, дабы тот заменил Хейгена в истории. По мнению Копполы, фильм казался неполным «без участия Дюваля». Также Коппола отметил, что если бы Дюваль согласился принять участие в фильме, Хейген был бы активно вовлечён в управление благотворительными организациями Корлеоне. В интервью 2010 года Дюваль подтвердил, что никогда не сожалел о своём решении.

## Биография вымышленного персонажа

### Ранняя жизнь
Том Хейген родился в 1916 году и вырос в городе Нью-Йорк, будучи германо-ирландцем. К 11 годам он сбежал из детского приюта и обосновался на улицах города, где подружился с Сантино Корлеоне. Когда последний привёл Тома в свою семью и потребовал принять его, дон Вито Корлеоне согласился. Несмотря на то, что Том считал Вито своим настоящим отцом, последний не усыновил его официально, поскольку не хотел проявить неуважение к умершим родителям Хейгена.
Окончив юридический факультет, Хейген получил работу в семейном бизнесе Корлеоне. После смерти консильери Дженко Аббандандо Хейген получил его должность по решению самого дона. Из-за того что Том стал консильери без мафиозной иерархии другие семьи шуточно называли клан Корлеоне «ирландской бандой».
Том женат на итальянке Терезе, отец 2 сыновей и 2 дочерей.

### Крёстный отец
В 1945 году, вскоре после свадьбы Конни Корлеоне, Вито Корлеоне отправляет Хейгена в Голливуд, чтобы убедить Джека Вольца, известного руководителя киностудии, дать певцу Джонни Фонтейну (крестнику Вито) главную роль в его новой картине. Узнав, на кого работает Хейген, Вольц приглашает его на обед в своё роскошное поместье и презентует свою любимую лошадь Хартума. Во время ужина, когда Хейген вновь «предлагает» Вольцу дать Фонтейну роль, режиссёр выходит из себя, заявляя, что Джонни никогда не получит роль, которая оживит его карьеру, поскольку в прошлом певец сбил с пути одну из самых многообещающих актрис Вольца. Впоследствии люди Тома проникают в конюшню Вольца, где Рокко Лампоне обезглавливает Хартума, а затем подкладывает отрубленную голову лошади и большое количество её крови в постель Вольца. Вскоре после этого Вольц соглашается снять Фонтейна в своём фильме.
Положение и авторитет Тома понижаются вскоре после первого покушения на Вито, несмотря на желание Вёрджила Солоццо и глав семей-конкурентов сохранить за Хейгеном роль советника Корлеоне. Зная, что Том был очень близок с Сонни, на тот момент исполняющим обязанности дона, они нуждаются в его дипломатических навыках, чтобы убедить Сонни заключить сделку по совершению операций со сбытом и распространением наркотиков, поскольку и Хейген, и Сантино осознавали её потенциал, когда Вито отказался от ведения бизнеса в данной сфере. Тем не менее, из-за своего вспыльчивого характера Сонни игнорирует большую часть советов Тома, в результате чего начинается продолжительная война между мафиозными семьями.
Несмотря на любовь к каждому члену семьи Корлеоне, в особенности Хейген боготворил Сонни и, после убийства его брата и лучшего друга, Хейген возложил вину на себя. Чтобы успокоить нервы, ему пришлось выпить алкоголь, прежде чем сообщить эту новость Вито. Том становится временно исполняющим обязанности дона, поскольку его отец не успевает оправиться от покушения и смерти старшего сына. Когда в должность действующего главы семьи вступает Майкл Корлеоне, он снимает Хейгена с поста консильери по совету отца, ограничив его роль на ведении юридического бизнеса семьи в Неваде, Чикаго и Лос-Анджелесе. На вопрос Тома о сокращении его полномочий, Майкл отвечает, что тот плохо исполняет обязанности консильери в военное время.
Несмотря на потерю влияния, Том тесно сотрудничает с Майклом в планировании массового убийства других донов Нью-Йорка. Сразу после того, как Майкл официально становится доном, он восстанавливает Тома в должности консильери.

### Крёстный отец 2
К 1958 году Хейген остаётся адвокатом Майкла после их переезда в Неваду, однако тот по-прежнему пренебрегает его участием в решении некоторых вопросов. К примеру, Том не участвует в переговорах с Хайманом Ротом, направленных на легализацию бизнеса семьи Корлеоне посредством заключения соглашения с кубинским диктатором Фульхенсио Батистой. После покушения на жизнь членов семьи Майкла, тот приходит к выводу, что не может доверять никому из своего ближайшего окружения. В разговоре с Томом, Майкл называет его своим «настоящим братом» и назначает Хейгена действующим доном во время своего отсутствия.
Некоторое время спустя, Хейген отправляется к сенатору Пэту Гири, ранее пытавшемуся вымогать деньги у Майкла, в бордель, принадлежащий брату Майкла, Фредо. Гири просыпается рядом с мёртвой проституткой, предположительно убитой личным убийцей Майкла Алем Нери. В то время как сенатор верит, что убил её, Том заверяет его в разрешении этой ситуации в обмен на подчинение Гири.
Падение режима Батисты на Кубе вынуждает Майкла временно отказаться от своих планов стать законным бизнесменом, и он возобновляет свою роль дона семьи Корлеоне. Во время слушаний в Сенате по делу мафии, Хейген играет важную роль со стороны защиты во время допроса Майкла. Впрочем, Том отказывается замалчивать недовольство возрастающей жестокостью и паранойей Майкла, ставя под сомнение необходимость убить уже умирающего Хаймана Рота. В ответ Майкл намекает, что если Том не хочет следовать семейным принципам закрытия долгов врагам, то он может в любой момент покинуть семью, ведь ему часто делают серьёзные предложения возглавить чужой игорный бизнес. Столкнувшись с надобностью подтверждения своей лояльности дону Корлеоне, Хейген заявляет Майклу (на итальянском), что остаётся верен ему. Он добросовестно выполняет свою роль юрисконсульта и беспристрастного посланника семьи. Также Хейген подкидывает предавшему Майкла Фрэнку Пентанджели «идею» совершить самоубийство, проведя аналогию между семьёй Корлеоне и Римской империей.

## Другие появления

### Видеоигры
Дюваль озвучил Тома Хейгена в игре «The Godfather: The Game», а также дал разрешение Electronic Arts использовать свою внешность для модели персонажа. Главный герой игры, Альдо Трапани, спасает Тома после похищения Солоццо, после чего Хейген остаётся советником семьи Корлеоне на протяжении всего сюжета.
В игре «The Godfather II» Дюваль вновь выступил актёром озвучивания Тома Хейгена. Хейген становится советником семьи Трапани после возникновения у Майкла проблем с судом и смертью Альдо на Кубе. Впоследствии Том консультирует Доминика Корлеоне и присутствует в комплексе Мангано после поражения врагов семьи.

### Романы-сиквелы
В романе «Возвращение Крёстного отца», являющимся продолжением оригинально романа Пьюзо от автора Марка Винегарднера, описывается роль Хейгена в качестве консильери в течение нескольких лет после становления Майкла главой семьи. По сюжету, охватывшему период с 1955 по 1962 годы, Хейген предстаёт как правая рука Майкла и играет важную роль в отношениях Корлеоне с влиятельной политической семьей Ши. Хейген заключает сделку с патриархом Микки Ши, по условиям которой семья Корлеоне поможет его сыну Джеймсу стать президентом, после чего его младший сын Дэнни, новый генеральный прокурор, смягчит позицию в отношении организованной преступности. Между тем, Хейген нацеливается на политическую карьеру, баллотируясь на место в Конгрессе в Неваде с конечной целью стать губернатором штата, однако терпит сокрушительное поражение и оставляет любые надежды на занятие государственной должности. Ко всему прочему, Хейген разрешает инцидент с участием брата Майкла, Фредо, когда тот убивает человека в Сан-Франциско, и вызволяет его из тюрьмы во время нападения на любовника своей жены. Хейген и Фредо вступают в ожесточенный спор из-за безрассудства Фредо и слепой преданности Хейгена Майклу. Когда Майкл убивает Фредо, Хейген догадывается, что произошло на самом деле, но официально остаётся в неведении. Ближе к концу романа, Хейген лично убивает Луи Руссо, соперника Корлеоне, который вступил в сговор с антагонистом романа, предателем-капореджиме Корлеоне Ником Джерачи.
В романе Винегарднера 2006 года «Месть Крёстного отца» Хейген представляет интересы Майкла в отношениях с генеральным прокурором Дэнни Ши, который публично объявляет войну организованной преступности. Когда давняя любовница Хейгена, Джуди Бьюкенен, погибает от рук людей дона Карло Трамонти, Хейген становится обвиняемым в её убийстве, однако позже с него снимаются обвинения. В августе 1964 года Джерачи похищает Хейгена и топит его в Эверглейдсе. Затем Джерачи отправляет Майклу пакет с мёртвым детёнышем аллигатора вместе с кошельком Хейгена. Впоследствии Майкл устраивает засаду и убивает Джерачи. Также в романе подробно раскрываются обстоятельства приёма маленького Хейгена в семью Корлеоне. По воспоминаниям Тома, он спас Сонни Корлеоне от сутенёра, известного своими изнасилованиями и убийствами юношей. В знак благодарности, Сонни привёл Хейгена домой, чтобы тот стал членом их семьи.
В романе Эдварда Фалько «Семья Корлеоне», действие которого разворачивается до событий «Крёстного отца», освещается присоединение Тома Хейгена к преступному бизнесу Корлеоне и его становление советником семьи. Том Хейген представлен как студент юридического факультета. Он проводит ночь с Келли О’Рурк, не подозревая, что та является девушкой Луки Брази. Только благодаря вмешательству Вито (который подкупил Брази, чтобы тот забыл об оскорблении) Брази не убил Тома в отместку. Также выясняется, что отец Тома был убит по приказу Вито Корлеоне до того, как Тома забрали Корлеоне, хотя об этом знали только Вито, его капореджиме и Сонни.
Paramount Pictures не считает «Возвращение Крёстного отца» и «Месть Крёстного отца» каноном франшизы, поэтому смерть Тома, которая была показана в последнем романе, также не является официальной. По версии «Крёстного отца 3» Хейген умер где-то в 1970-х годах.

## Критика и наследие
В 1973 году, за роль Тома Хейгена Роберт Дюваль был номинирован на премию «Оскар» за лучшую мужскую роль второго плана и премию «BAFTA» в этой же категории.
В своей рецензии на фильм «Крёстный отец» Эндрю Саррис высоко оценил игру Дюваля, заявив, что тот был «хорош в своей роли». Этой же позиции придерживалась Полин Кейл из The New Yorker. Нелл Смит из BBC Online назвал роль Тома Хейгена «переломной» в карьере Роберта Дюваля. Журналист Ким Ньюман из Empire оценил «актёрское мастерство нового времени», показанное Дювалем при исполнении роли консильери.
В то же время, кинокритик Джеймс Берардинелли из ReelViews не счёл Хейгена необходимым сюжету персонажем: «В некотором смысле удивительно, что Дюваля не обошли вниманием. Его присутствие в „Крёстном отце“ не бросается в глаза и не привлекает внимания. Как и его персонаж Том Хейген, он уравновешен, надежен и остается в тени».

### В поп-культуре
В сериале «Во все тяжкие» Сол Гудман намеревается вмешаться в бизнес Уолтера Уайта по производству метамфетамина. Он представляется Томом Хейгеном, а Уолтера называет Вито Корлеоне.